# Rafael Baena
Rafael Humberto Baena Cumplido (Sincelejo, 28 de noviembre de 1955-Bogotá, 14 de diciembre de 2015) fue un escritor, periodista y fotógrafo colombiano. Desde muy temprana edad viajó a Bogotá con el objetivo de realizar periodismo y fotografía. El último trabajo de Rafael Baena fue como editor general de la revista Credencial. Fue redactor y reportero gráfico en el Diario del Caribe, en las desaparecidas revistas Antena y Cambio 16, y en Cromos, El Espectador y Noticias Uno. Descendiente, bisnieto, del Mayor Hermógenes Ordóñez, un odontólogo de ideología liberal que luchó durante la denominada Guerra de los Mil Días.

## Carrera profesional

### Reportero
Pasó parte de su vida profesional con una cámara al hombro registrando hechos que iban desde reinados de belleza hasta diversos conflictos en Colombia y en América Latina. Cubrió durante dos décadas los diversos diálogos de paz entre el Gobierno de Colombia y diferentes movimientos guerrilleros; él fue el reportero gráfico presente en un allanamiento del bloque de búsqueda del Ejército de Colombia en que se halló un listado de políticos vinculados con el narcotráfico y que daría origen al llamado Proceso 8.000; inmortalizó a través de su lente los pueblos fantasmas, totalmente vacíos, que iba dejando el conflicto armado en todo Colombia. Como editor trabajó en Noticias Uno, Teledeportes, Cambio16, El Espectador y Revista Credencial.

### Novelista
El estilo de Rafael Baena ha sido catalogado dentro de muchas categorías, siendo la más acertada la de novela histórica. Su tema de mayor interés tiene que ver con la violencia, que ha abordado desde diferentes perspectivas históricas en sus obras, con el claro propósito de hacer una indagación de los efectos de la guerra en el alma humana y su incidencia en el corazón de los personajes involucrados en sus tramas. Si se quisiera encontrar un hilo conductor entre todas sus novelas, habría que afirmar que éstas comparten el hecho de denunciar una historia violenta y, en definitiva, una cultura de la guerra, una persistencia de la muerte como amenaza permanente. Con todo, la suya no es una literatura pesimista y exenta de humor: como alternativa al dolor y al sufrimiento que su obra enuncia como parte de la identidad colombiana, el autor ofrece la vida familiar y la alegría de un pueblo que no se resigna a aceptar un destino signado por la violencia.
Una de las virtudes indiscutibles de la obra de Baena, que puede acaso atribuirse a su trayectoria periodística, es una particular forma de narrar con técnicas casi cinematográficas, propias de quien pasó la mitad de su vida tras una cámara fotográfica. La crítica le ha reconocido cierta pericia a la hora de describir batallas históricas y en el retrato de las relaciones humanas, para las cuales poseía un ojo sensible.

## Obra publicada
Novelas
- Tanta sangre vista, Bogotá, Alfaguara, 2007
- ¡Vuelvan caras, carajo!, Valencia, Pre-Textos, 2009
- Samaria films XXX, Valencia, Pre-Textos, 2010
- La bala vendida, Bogotá, Alfaguara, 2011
- Siempre fue ahora o nunca, Bogotá, Alfaguara, 2014
- La guerra perdida del indio Lorenzo, Bogotá, Alfagura, 2015

Ensayo
- Ciertas personas de cuatro patas, Bogotá, Luna Libros, 2014

Póstumos
- Memoria de derrotas, 2017